# Darwin Andrade
Pour les articles homonymes, voir Andrade.
Darwin Andrade, est un footballeur international colombien né le 11 février 1991 à Quibdó en Colombie.  Il évolue actuellement au Deportivo Cali comme défenseur latéral gauche.

## Carrière
Après quatre saisons passées à La Equidad, alors qu'un prêt d'une saison avec option d'achat au Millonarios FC était annoncé, Darwin Andrade décide finalement de tenter sa chance en Europe. Il débarque dans la « Galaxie Duchâtelet » tout d'abord à Saint-Trond qui le prête directement à Újpest mais un problème administratif l'empêche de jouer lors de cette fin de saison. Au début de la saison 2014-2015, il est définitivement transféré au club hongrois.
Le 8 août 2014, à la suite de l'arrivée de Rodrigo Rojo à Újpest, Darwin Andrade est prêté une saison au Standard de Liège, .
Le 26 mars 2015, Darwin Andrade honore sa première cape internationale en étant titulaire lors du match amical au Bahreïn,.

## Palmarès
- Vainqueur de la Coupe de Belgique en 2016 avec le Standard de Liège.